# Biểu tình Liban 1991–1992
Các cuộc biểu tình ở Liban 1991–1992 là các cuộc biểu tình và đình công rộng khắp trên toàn quốc, bao gồm biểu tình phản đối, tuần hành lao động và một làn sóng phản đối kinh tế phổ biến và chưa từng có và cuộc nổi dậy trên toàn quốc chống lại chính phủ của Omar Karami ở Lebanon và nội các của ông do các vấn đề nghiêm trọng và vấn đề chính trị.
Các cuộc biểu tình được xem là lớn nhất kể từ cuộc bạo loạn lương thực năm 1987 hoặc thậm chí xa hơn, cuộc biểu tình năm 1952. Các cuộc biểu tình hướng đến mức lương tốt hơn, việc làm và điều kiện tốt hơn, sự chú ý của các liên đoàn lao động và sự từ chức của toàn bộ chính phủ.
Những người biểu tình cũng tuần hành ủng hộ Chiến tranh vùng Vịnh và cuộc xâm lược Kuwait của Iraq và tham gia các cuộc biểu tình phản đối việc Israel chiếm đóng miền nam Lebanon và Syria chiếm đóng Lebanon, bắt đầu từ thời Nội chiến Lebanon và các hành động phản đối xảy ra vào năm 1991.
Các nhân viên ngân hàng, những người về hưu và các công đoàn ngân hàng đã dẫn đầu các cuộc đình công ở Beirut để phản đối tình hình kinh tế bất ổn. Vào tháng 5 năm 1992, một phong trào quốc gia và các cuộc biểu tình của quần chúng đã nổ ra như một phần của phong trào bãi công kéo dài 4 ngày chống lại cuộc khủng hoảng kinh tế, dẫn đến việc chính phủ của Omar Karami từ chức và sự nổi lên của doanh nhân giàu có Rafiq Hariri.